# Se Liga Brasil
Se Liga Brasil foi um programa de televisão matutino que foi exibido pela RedeTV! de 29 de outubro de 2012 a 24 de maio de 2013, e apresentado por Douglas Camargo.

## Formato
Estreou como uma revista eletrônica comandado por Regina Volpato, Douglas Camargo e Heaven Delhaye de segunda a sexta das 8:30 às 10:30 na TV e das 9:30 às 11:00 na internet.

## Audiência
O programa não conseguiu manter os índices de audiência do Manhã Maior, e frequentemente registrava "traço", ou seja, audiência próxima de zero.

## Mudanças
Com a estreia de João Kleber com o Você na TV, o novo formato do Se Liga Brasil estreou em 8 de abril de 2013, o programa teve sua duração reduzida para 8h30 às 9h30, agora sob comando apenas de Douglas Camargo e usando um cenário de chroma key, lembrando bastante a primeira edição do Leitura Dinâmica com Eduardo Campos. A atração passou a ser um telejornal matinal. O programa foi ao ar até o dia 24 de maio de 2013, quando a RedeTV! anunciou que substituiria a atração pelo Morning Show, baseado em um programa da Rádio Jovem Pan FM: Jovem Pan Morning Show

## Links
- «Sítio oficial»
- Se Liga Brasil no X
- Se Liga Brasil no Facebook